# Комагоров, Валентин Алексеевич
Валентин Алексеевич Комагоров (1915—2000) — полковник Советской Армии, участник Великой Отечественной войны, Герой Советского Союза (1943).

## Биография

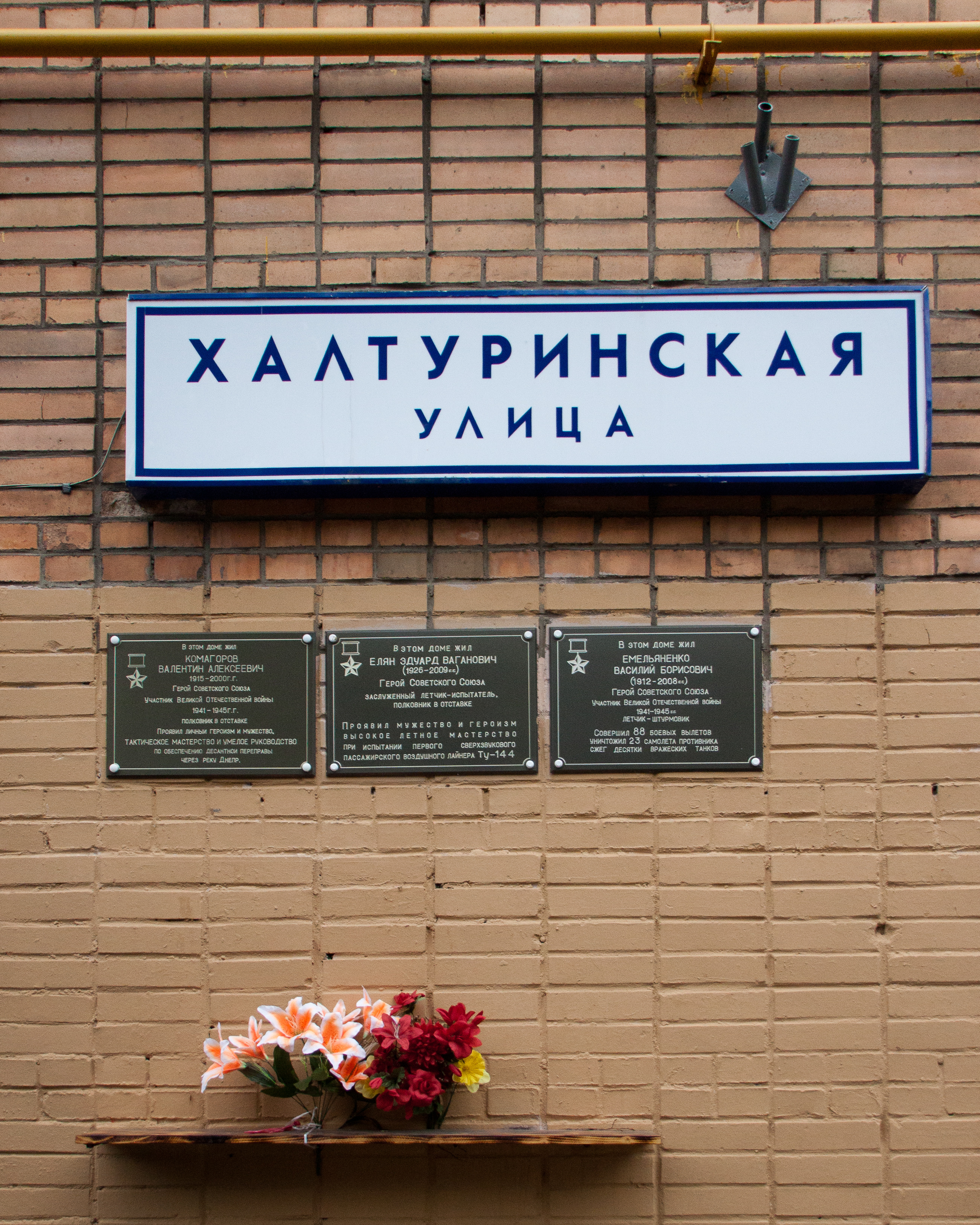
Мемориальная доска в районе Преображенское.

Валентин Комагоров родился 11 октября 1915 года в Москве в рабочей семье. Окончил 7 классов средней школы в 1930 году, после чего обучался в Московском химическом техникуме, окончив его в 1933 году. Трудовую деятельность начал в 1934 году в должности дежурного химика на бромном заводе в Красноперекопске, в Крыму, где проработал до 1936 года, после чего вернулся в Москву. В столице в 1936 году сначала занимал должность старшего лаборанта в научно-исследовательском химическом институте, затем лаборанта на заводе №51. В 1941 году Комагоров окончил институт инженеров коммунального строительства в Москве, после чего работал инженером-строителем. В июле 1941 года он был призван на службу в Рабоче-крестьянскую Красную Армию, участвовал в строительстве оборонительных сооружений под Москвой. В 1942 году он окончил ускоренные курсы командного состава при Военно-инженерной академии имени Куйбышева. С октября того же года — на фронтах Великой Отечественной войны. Во время Сталинградской битвы он командовал сапёрным батальоном. Принимал участие в боях на Сталинградском, Степном и 2-м Украинском фронтах. Во время боёв под Белгородом на минных полях, поставленных под руководством Комагорова, подорвалось около 50 вражеских танков. Во время одного из боёв Комагоров был ранен, но остался в строю. К сентябрю 1943 года гвардии капитан Валентин Комагоров командовал 92-м гвардейским отдельным сапёрным батальоном 81-й гвардейской стрелковой дивизии 7-й гвардейской армии Степного фронта. Отличился во время битвы за Днепр.
Когда в сентябре 1943 года дивизия, в которой служил Комагоров, вышла к Днепру, его батальон занялся поиском и поднятием со дна затопленных отступающими немецкими войсками плавсредств и их ремонтом. Сапёры же собирали паромы для перевозки артиллерии и матчасти. В ночь с 24 на 25 сентября 1943 года десантная группа во главе с Комагоровым переправилась через Днепр в районе села Бородаевка Верхнеднепровского района Днепропетровской области. Взвод сапёров под его командованием зашёл к немецким солдатам в тыл на островке посреди реки и уничтожил несколько пулемётных расчётов. К концу первого дня плацдарм уже достиг по три километра по фронту и в глубину. Бойцы Комагорова установили на подступах к нему мины, на которых подорвалось несколько вражеских танков. Комагоров со своим батальоном не только обеспечил успешную переправу через Днепр всей дивизии, но и совместно с ней удерживал плацдарм в течение семнадцати суток.
Указом Президиума Верховного Совета СССР от 26 октября 1943 года за «образцовое выполнение боевых заданий командования на фронте борьбы с немецкими захватчиками и проявленные при этом отвагу и геройство» гвардии капитан Валентин Комагоров был удостоен высокого звания Героя Советского Союза с вручением ордена Ленина и медали «Золотая Звезда» за номером 1405.
Принимал участие в освобождении Украины, Румынии, Венгрии и Чехословакии. После окончания войны Комагоров продолжил службу в Советской Армии. В 1974 году в звании полковника он вышел в отставку. Проживал в Москве, работал старшим инженером на одном из московских предприятий. Скончался 26 октября 2000 года, похоронен на Преображенском кладбище.
Был также награждён орденом Отечественной войны 1-й степени и четырьмя орденами Красной Звезды, а также рядом медалей.